# Kuujjuaq (terre réservée inuite)
Pour Kuujjuaq (village nordique), voir Kuujjuaq.
Kuujjuaq est une terre réservée inuit du Nunavik, faisant partie de l'administration régionale du Kativik, dans la région administrative Nord-du-Québec, au Québec (Canada).